# Torneo de Stuttgart 2024
El Boss Open 2024 fue un torneo de tenis jugado en césped al aire libre, perteneciente al ATP Tour 2024, en la categoría ATP Tour 250. Fue la 46.ª edición y se llevó a cabo en Stuttgart (Alemania) del 10 al 16 de junio de 2024.

## Distribución de puntos
| Modalidad            | Campeón | Finalista | Semifinales | Cuartos de final | 2ª ronda | 1ª ronda | Clasificados | 2ª ronda de clasificación | 1ª ronda de clasificación |
| Individual masculino | 250     | 165       | 100         | 50               | 25       | 0        | 13           | 7                         | 0                         |
| Dobles masculino     | 250     | 150       | 90          | 45               | 20       | 0        | -            | -                         | -                         |

## Cabezas de serie

### Individuales masculino
| Tenista            | Ranking | Preclasificado |
| Alexander Zverev   | 4       | 1              |
| Ben Shelton        | 15      | 2              |
| Aleksandr Búblik   | 17      | 3              |
| Frances Tiafoe     | 26      | 4              |
| Lorenzo Musetti    | 30      | 5              |
| Jack Draper        | 39      | 6              |
| Jan-Lennard Struff | 41      | 7              |
| Román Safiulin     | 42      | 8              |

- Ranking del 27 de mayo de 2024.[2]

### Dobles masculino
| Tenista                           | Ranking | Preclasificado |
| Kevin Krawietz Tim Puetz          | 28      | 1              |
| Neal Skupski Michael Venus        | 38      | 2              |
| Lloyd Glasspool Jean-Julien Rojer | 63      | 3              |
| Ariel Behar Adam Pavlásek         | 69      | 4              |

## Campeones

### Individual masculino
Jack Draper venció a  Matteo Berrettini por 3-6, 7-6(7-5), 6-4

### Dobles masculino
Rafael Matos /  Marcelo Melo vencieron a  Julian Cash /  Robert Galloway por 3-6, 6-3, [10-8]